# Athiná-Rachél Tsangári
Athiná-Rachél Tsangári (grec moderne : Αθηνά-Ραχήλ Τσαγκάρη), née le 2 avril 1966 à Athènes, est une actrice, réalisatrice et productrice grecque.

## Biographie
Après une licence de littérature à l'université Aristote de Thessalonique, un MA à la Tisch School of the Arts de New York, elle obtient un diplôme de réalisation de l'université du Texas à Austin. Son court métrage Fit fut sélectionné pour les Student Academy Awards de 1995. Elle vécut à Austin de 1994 à 2001. C'est là qu'elle réalisa son premier film Slobiz. Elle y fonda en 1999 le festival Cinematexas International Short Film Festival. En 2005, elle fonda sa propre maison de production Haos Film.

## Filmographie

### Comme actrice
- 1991 : Slacker de Richard Linklater
- 2013 : Before Midnight de Richard Linklater

### Comme réalisatrice
- 1995 : Fit, 8 min, 16 mm (court métrage)
- 2001 : The Slow Business of Going
- 2008 : A Greek Ceremony, documentaire sur la cérémonie d'ouverture des Jeux olympiques de 2004 pour le musée olympique de Pékin ;
- 2009 : Instant Instants, récit de voyage en Asie du Sud-Est
- 2010 : Attenberg
- 2012 : The Capsule (court métrage)
- 2015 : Chevalier
- 2024 : Harvest

### Comme scénariste
- 1995 : Fit, 8 min, 16 mm
- 2001 : The Slow Business of Going

### Comme productrice
- 2001 : The Slow Business of Going
- 2005 : Kinetta de Yórgos Lánthimos
- 2006 : Palestine Blues, documentaire de Nida Sinnokrot (également directrice de la photographie et monteuse)
- 2009 : Canine de Yórgos Lánthimos
- 2011 : Alps de Yórgos Lánthimos

## Autres réalisations
- 2004 : Cérémonies d'ouverture et de clôture des Jeux olympiques de 2004 (projection vidéo et productrice)[1]
- 2007 : 2, spectacle de danse de Dimítris Papaïoánnou (projection vidéo) ;
- 2009 : Reflections spectacle vidéo pour l'inauguration du musée de l'Acropole d'Athènes (réalisatrice, scénographe) ;

## Prix et récompenses
- Prix Lina Mangiacapre pour Attenberg, 2010